# Zophorame
Zophorame là một chi nhện trong họ Barychelidae.

## Các loài
Các loài trong chi gồm:
- Zophorame covacevichae Raven, 1994
- Zophorame gallonae Raven, 1990
- Zophorame hirsti Raven, 1994
- Zophorame simoni Raven, 1990